# Dmitrij Fëdorovič Ustinov
Dmitrij Fёdorovič Ustinov (in russo Дми́трий Фёдорович Усти́нов? ; Samara, 30 ottobre 1908 – Mosca, 20 dicembre 1984) è stato un politico e generale sovietico.
Nominato da Stalin ministro degli armamenti a soli 32 anni, svolse un ruolo di grande rilievo nel programma di sviluppo della produzione bellica dell'Unione Sovietica durante la seconda guerra mondiale, che ebbe un'importanza decisiva per la vittoria contro l'aggressione della Germania nazista.
Dopo la guerra, rimase il principale esponente politico, all'interno del Politburo, del complesso militare-industriale sovietico e perseguì con abilità e tenacia l'obiettivo di potenziare le forze armate dell'Unione per metterle in grado di competere con quelle degli Stati Uniti. Divenne infine maresciallo dell'Unione Sovietica e ministro della difesa nel 1976, e durante l'ultima fase del governo di Leonid Brežnev assunse una grande influenza, rafforzando ulteriormente la macchina bellica sovietica, che raggiunse finalmente la parità strategica con gli statunitensi, promuovendo istanze politiche di intransigenza e di duro confronto con la superpotenza rivale.

## Biografia

### Gli inizi
Dimitrij Fëdorovič Ustinov era nato in una famiglia operaia di Samara. Durante la guerra civile russa, in una situazione di crisi economica gravissima e carestie, il padre malato dovette abbandonare la famiglia per cure a Samarcanda e morì nel 1922, lasciando il giovane Ustinov a capo della famiglia. L'anno seguente la morte del padre, egli e la madre, Evrosinija Martinovka, si trasferirono nella città di Makarev, vicino Ivanovo-Voznesensk, dove Ustinov poté trovare lavoro come meccanico in un mulino; nel 1925 anche la madre morì. Negli anni della guerra civile Ustinov si arruolò nell'Armata Rossa a Samarcanda e prestò servizio nel 1922-1923 come volontario nel 12º reggimento del Turkestan, prendendo parte ai combattimenti contro bande di predoni e irregolari.
Ustinov entrò nel Partito Comunista dell'Unione Sovietica nel 1927 e due anni dopo iniziò a frequentare la facoltà di meccanica dell'Istituto Politecnico di Ivanovo-Voznesenskij. Ustinov venne quindi trasferito alla Scuola superiore di tecnica "Bauman" di Mosca, mentre nel marzo 1932 entrò all'Istituto di ingegneria meccanica militare di Leningrado dove rimase fino al 1934. Dopo questi anni di apprendimento, Ustinov lavorò inizialmente come ingegnere all'Istituto di ricerca dell'artiglieria di Leningrado prima di essere trasferito nel 1937 alla fabbrica d'armi "Bolševik" dove, dopo aver lavorato come ingegnere, divenne più tardi direttore dello stabilimento.

### Nella Grande Guerra Patriottica
Il 9 giugno 1941 Ustinov venne sorprendentemente nominato da Iosif Stalin responsabile del Commissariato del Popolo agli armamenti (Narkomat Vooruženija) in sostituzione di Boris L'vovič Vannikov che era stato bruscamente destituito e arrestato. Secondo il figlio di Lavrentij Berija, l'assegnazione di questo incarico di enorme importanza al giovane Ustinov, ebbe luogo grazie all'interessamento e al favore proprio del potente capo della sicurezza dell'Unione.

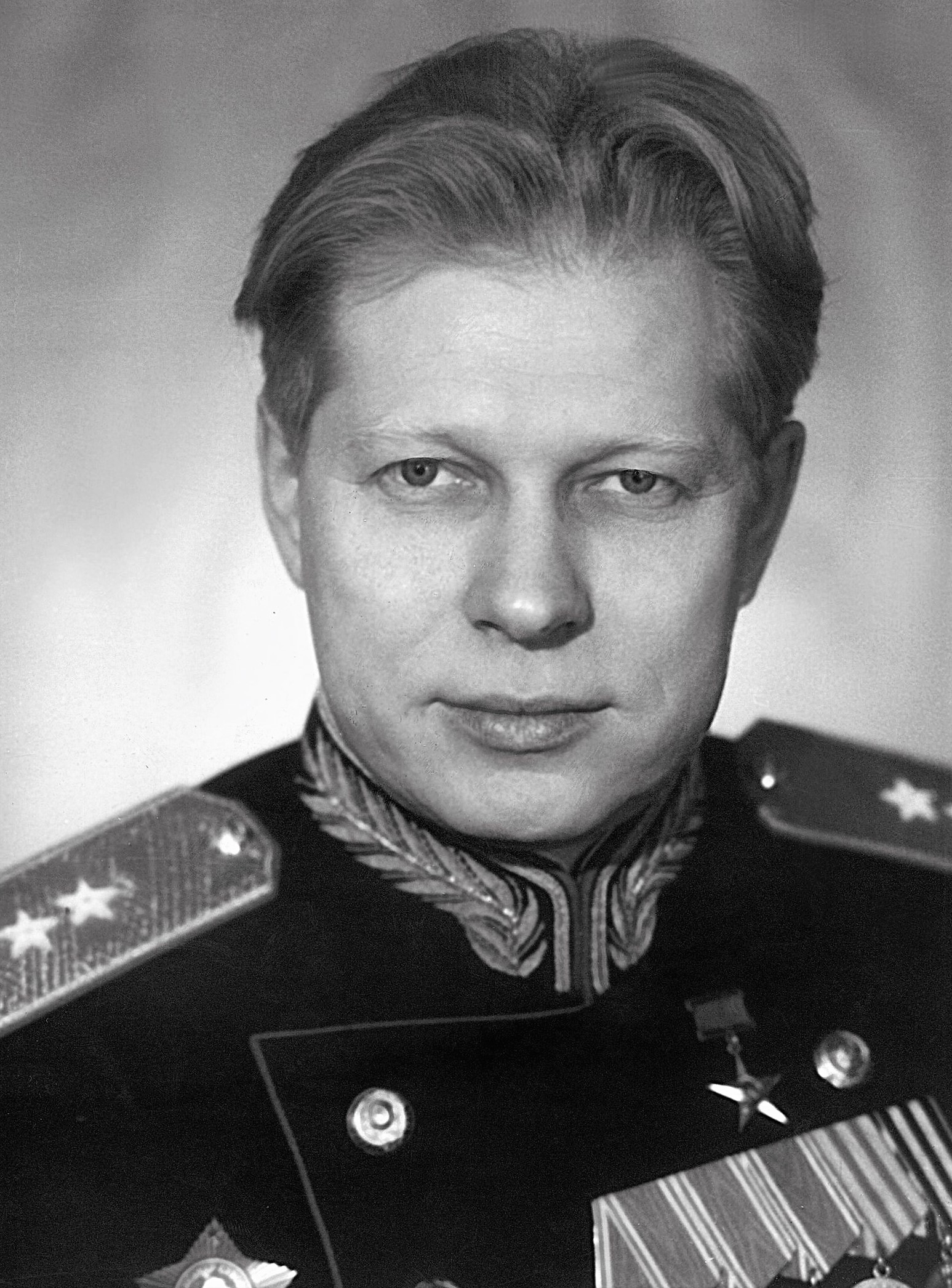
Ustinov nel 1946.

L'inizio dell'invasione tedesca provocò una situazione drammatica per l'Unione Sovietica; Stalin ritenne che fosse necessario superare le difficoltà iniziali nella fabbricazione e assegnazione dei materiali militari e il 20 luglio 1941 Vannikov venne rilasciato e nominato vice-commissario del popolo agli armamenti con responsabilità per le munizioni; da quel momento egli collaborò con Ustinov per potenziare in modo decisivo la produzione di armi necessaria per l'Armata Rossa. Ustinov entrò in contatto con il generale Nikolaj Voronov con il quale promosse il grande sviluppo dell'artiglieria sovietica; nei primi mesi dovette anche impegnarsi nel programma di evacuazione d'emergenza delle industrie belliche essenziali per impedire che cadessero in mano dei tedeschi.
In particolare Ustinov diresse l'evacuazione generale delle industrie della difesa dalla città assediata di Leningrado fino agli Urali; oltre ottanta fabbriche militari furono smontate e trasferite all'est insieme a circa 600.000 lavoratori, tecnici e ingegneri. Stalin riconobbe l'enorme impegno, la preparazione e l'efficienza di Ustinov, che egli chiamava "il rosso" per il colore dei suoi capelli, e in seguito gli assegnò il prestigioso riconoscimento di Eroe del lavoro socialista. Durante la seconda guerra mondiale, Ustinov svolse un ruolo cruciale all'interno del gigantesco programma per la produzione, necessario per competere con la macchina da guerra della Germania nazista e liberare i territori occupati. Egli inoltre promosse a ruoli di responsabilità ingegneri, progettisti e tecnici giovani e particolarmente brillanti che contribuirono all'enorme sviluppo e alla modernizzazione degli armamenti sovietici. Ustinov si dimostrò anche abile nei compiti amministrativi; grazie soprattutto al suo impegno e alle sue capacità, l'industria degli armamenti sovietica assolse brillantemente ai suoi compiti fornendo alle forze armate i mezzi per vincere la guerra.

### Nella guerra fredda
Dopo la fine della seconda guerra mondiale, Ustinov mantenne inizialmente il suo incarico alla guida del commissariato degli armamenti; egli inoltre fin dal 1945 promosse, dopo una serie di visite insieme al suo principale collaboratore V. M. Rjabikov agli istituti di ricerca sovietici, lo sviluppo dell'industria missilistica che iniziò la sua attività nel 1946. Ustinov manteneva rapporti diretti con Stalin e nel 1948, mentre la situazione internazionale evolveva rapidamente verso la guerra fredda, consigliò al dittatore di razionalizzare e potenziare l'industria degli armamenti, organizzando una nuova struttura amministrativa centralizzata per coordinare e dirigere tutto il complesso militare-industriale. Il ruolo di Ustinov divenne soprattutto centrale nel programma missilistico e spaziale sovietico; egli, incaricato di dirigere il nuovo ministero degli armamenti dal 1946 al 1953, seguì da vicino le attività dei centri di ricerca, comprese l'importanza strategico-politica dei programmi spaziali e promosse la costituzione di strutture amministrative segrete dirette da abili tecnici che condividevano le sue valutazioni.

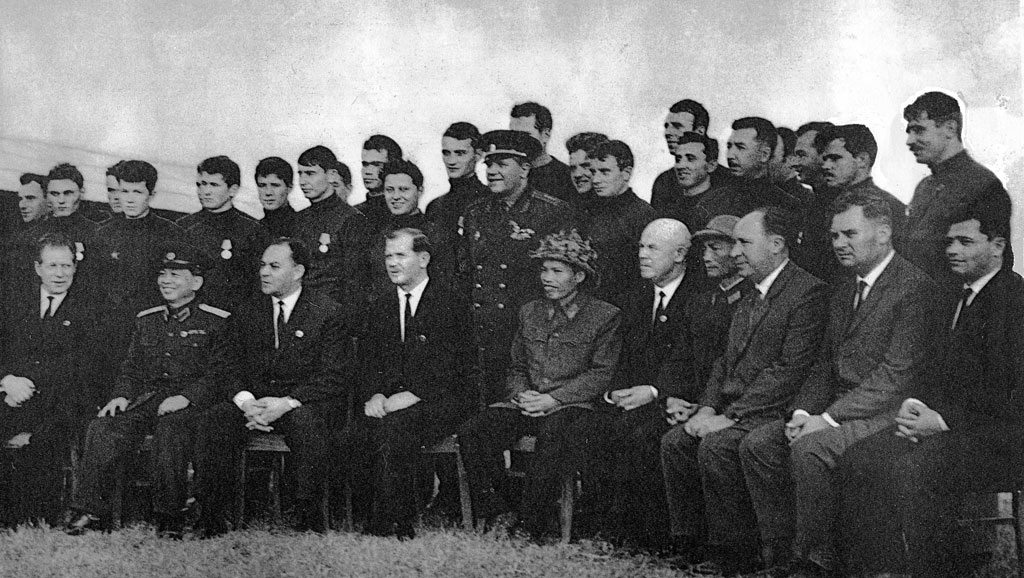
Ustinov, il primo seduto da sinistra, insieme ad alti funzionari del Vietnam del Nord nel 1966. Accanto a lui si riconosce il generale Võ Nguyên Giáp.

Il 13 maggio 1946 Stalin costituì con il decreto 1017-419 il cosiddetto Comitato numero 2 incaricato di sviluppare nel massimo segreto il programma missilistico sovietico e Ustinov divenne vice-presidente di questa organizzazione; più tardi egli collaborò anche con la cosiddetta 7ª Direzione generale del Ministero della Difesa che, sotto la presidenza di S. I. Vetoškin, sviluppò ulteriormente il lavoro di ricerca e progettazione del missile sovietico. Ustinov condivideva con Vetoškin le considerazioni sull'importanza decisiva politica e strategica della tecnologia e del programma missilistico e spaziale.
La morte di Stalin il 5 marzo 1953 e l'assunzione del potere da parte del nuovo gruppo dirigente guidato da Nikita Sergeevič Chruščёv provocarono un riesame generale della politica militare dell'Unione Sovietica; il 19 marzo 1953 Ustinov divenne ministro dell'industria della Difesa, ma egli dovette confrontarsi con i programmi di riforma del nuovo segretario generale che prevedevano una sostanziale riduzione delle spese militari. Chruščёv era intenzionato a ridurre l'apparato burocratico-amministrativo sciogliendo alcuni ministeri, e a limitare anche le risorse assegnate al settore industriale e tecnologico della difesa. Ustinov tuttavia prese posizione contro queste decisioni che a suo parere avrebbero messo in pericolo la sicurezza del paese e riuscì a convincere il segretario generale a costituire un nuovo organo di coordinamento incaricato di controllare e sviluppare tutto il settore della difesa. Venne quindi costituita la "Commissione militare-industriale" di cui Ustinov divenne presidente e massimo responsabile.
Negli anni seguenti Ustinov accrebbe ancora la sua influenza all'interno del gruppo dirigente sovietico; in occasione della vicenda della cosiddetta opposizione "anti-partito" contro Chruščёv, formata da Vjačeslav Michajlovič Molotov, Georgij Maksimilianovič Malenkov, Lazar' Moiseevič Kaganovič e Dmitrij Trofimovič Šepilov, egli mantenne il suo appoggio al segretario generale e, nella riunione decisiva, parlò a favore di Chruščёv e contro gli avversari "anti-partito". Il 14 dicembre 1957 divenne quindi vice-presidente del Consiglio dei ministri e presidente della Commissione militare-industriale del Presidium dell'Unione Sovietica. Ustinov ricevette nuovamente l'onorificenza di Eroe del lavoro socialista dopo il primo volo nello spazio dell'astronauta sovietico Jurij Gagarin il 12 aprile 1961, in riconoscimento dei suoi brillanti successi nella direzione del programma spaziale.
Il 13 marzo 1963 Ustinov divenne primo vice-presidente del Consiglio dei ministri e presidente del Consiglio economico supremo dell'Unione Sovietica e mantenne questo incarico fino al 26 marzo 1965; egli partecipò attivamente alla cospirazione contro Chruščёv dell'ottobre 1964 che condusse al potere la nuova direzione collegiale guidata a Leonid Il'ič Brežnev. Con la sostituzione del segretario generale, il potere e l'influenza di Ustinov crebbero ulteriormente: dal 26 marzo 1965 ricevette da Brežnev l'incarico di segretario del Comitato centrale del PCUS con responsabilità su tutto il settore della difesa e quindi divenne contemporaneamente il dirigente politico del complesso-militare-industriale e il rappresentante degli interessi del complesso all'interno del partito stesso.

### Ministro della difesa
(Affermazione attribuita a Ustinov durante gli anni del suo incarico di ministro della difesa)

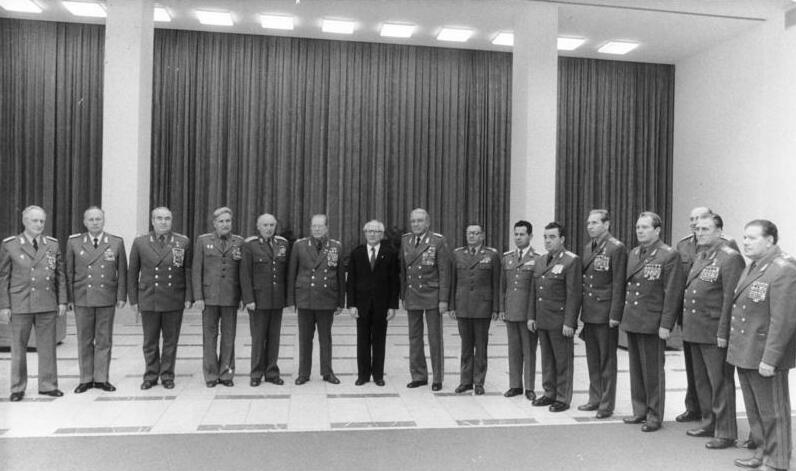
Ustinov insieme ad alti esponenti politici e militari del Patto di Varsavia nel 1983. Il ministro della difesa è al centro alla destra di Erich Honecker. Si riconoscono: alla sinistra di Honecker, il generale Heinz Hoffmann; terzo da sinistra il maresciallo Viktor Georgievič Kulikov, quarto da destra il maresciallo Nikolaj Vasil'evič Ogarkov, secondo da destra il maresciallo Vasilij Ivanovič Petrov.

Il 29 aprile 1976 Ustinov raggiunse l'apice della sua carriera con la nomina, dopo la morte del maresciallo Andrej Antonovič Grečko, a ministro della difesa dell'Unione Sovietica, carica che avrebbe mantenuto fino alla morte il 20 dicembre 1984. Ustinov ricevette anche il grado supremo di Maresciallo dell'Unione Sovietica e da quel momento assunse un ruolo decisivo all'interno del processo decisionale della dirigenza sovietica, grazie al suo controllo sul grande complesso militare-industriale e ai suoi legami di amicizia personale con il potente capo del KGB Jurij Vladimirovič Andropov.
Nel suo nuovo incarico, Ustinov si fece promotore di una politica intransigente, attenta alle minacce alla sicurezza esterna e interna dell'Unione Sovietica, e promosse un rafforzamento della disciplina e della coesione stimolando programmi per lottare contro la corruzione e il rilassamento morale. Egli inoltre continuò e accelerò i programmi di rafforzamento militare, approvando in generale tutti i progetti di armamenti sviluppati dal complesso militare-industriale e favorendo un ulteriore, enorme aumento delle spese militari da lui ritenute necessarie per controbattere le potenze ostili all'unione Sovietica.  Ustinov procedette allo schieramento dei nuovi missili a medio raggio RSD-10 (SS-20) che avrebbe allarmato i paesi dell'Europa occidentale e provocato un brusco peggioramento dei rapporti tra i due blocchi. Il ministro difese strenuamente la decisione di schierare gli SS-20 e si oppose ai tentativi di compromesso, promossi soprattutto dal cancelliere Helmut Schmidt, ottenendo l'appoggio alla sua politica militare di Brežnev e di Andrej Andreevič Gromyko.
Il maresciallo Ustinov assunse nell'ultimo periodo della sua vita un ruolo sempre più importante all'interno della dirigenza sovietica; egli entrò a far parte del gruppo ristretto di membri del Politburo che in modo informale prese la guida del Paese, soprattutto dopo il peggioramento delle condizioni di salute di Brežnev. Facevano parte di questo gruppo, oltre a Ustinov, il segretario generale Brežnev, il principale ideologo del PCUS Michail Suslov, il presidente del KGB Jurij Andropov e il ministro degli esteri Gromyko; in un secondo momento entrò in questo gruppo anche il segretario personale di Brežnev, Konstantin Ustinovič Černenko.
Questi personaggi prendevano direttamente, nel corso di riunioni informali, le decisioni più importanti che venivano in un secondo momento formalmente approvate da un voto del Politburo. La cruciale decisione di inviare le truppe sovietiche in Afghanistan venne presa durante una di queste riunioni ristrette; Ustinov diede il suo consenso e sostenne le proposte presentate da Brežnev, Andropov e Gromyko. Secondo alcune fonti Ustinov avrebbe svolto un ruolo fondamentale nel processo decisionale e avrebbe fatto pressioni per procedere all'intervento anche in contrasto con il parere degli esperti militari. Egli avrebbe convinto Brežnev ad autorizzare l'invasione insinuando che, in caso di caduta del regime filo-sovietico locale, gli americani avrebbero costituito basi militari in Afghanistan e schierato altri missili in grado di minacciare il territorio sovietico.

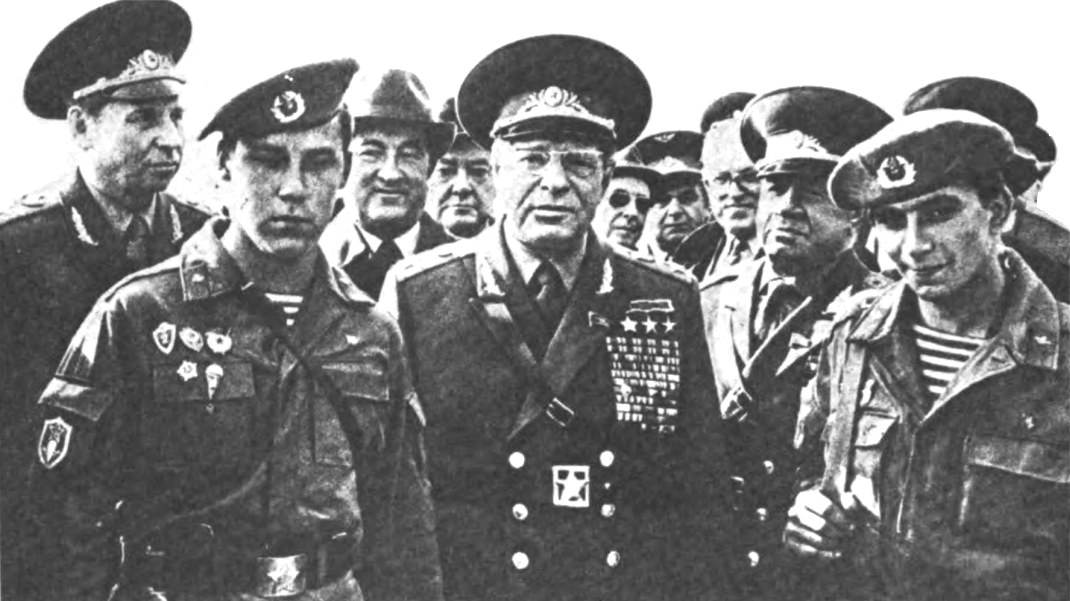
Ustinov, al centro, insieme a militari sovietici impegnati nell'esercitazione Zapad-81.

Dopo la morte di Brežnev il 10 novembre 1982, Ustinov sostenne la candidatura di Andropov alla carica di segretario generale del PCUS, in contrasto con altri esponenti del partito che avrebbe preferito la nomina di Černenko. Andropov svolse subito una energica attività per rafforzare la disciplina e migliorare l'efficienza del sistema; Ustinov collaborò strettamente con il nuovo segretario che peraltro non era in buone condizioni di salute e sarebbe morto il 9 febbraio 1984.
Durante l'ultima fase del periodo brežneviano e nella breve fase della direzione di Andropov, l'influenza e il potere di Ustinov divennero predominanti; egli fu presente e influì in tutti i consigli ristretti che presero le decisioni politiche più importanti per controllare la situazione interna e internazionale dell'Unione Sovietica. Nel 1980 furono Ustinov e Andropov che si recarono in Polonia segretamente per valutare i provvedimenti da prendere in accordo con il governo polacco per frenare le proteste popolari. Egli tuttavia fu risolutamente contrario ad un nuovo intervento dell'Esercito sovietico per occupare militarmente la Polonia; Ustinov era consapevole dell'ostilità della popolazione e affermò che non era assolutamente possibile una iniziativa militare "in un paese che non è pronto ad accogliere" le truppe sovietiche. Negli anni seguenti Ustinov rappresentò l'ala più intransigente della dirigenza sovietica e, insieme a Gromyko e Andropov, si oppose aspramente alla politica aggressiva del nuovo presidente statunitense Ronald Reagan. Dopo la morte di Andropov, egli in pratica divenne il principale collaboratore del nuovo segretario generale Černenko e assunse un potere ancora maggiore, apparendo per alcuni mesi il "vero numero due del paese".

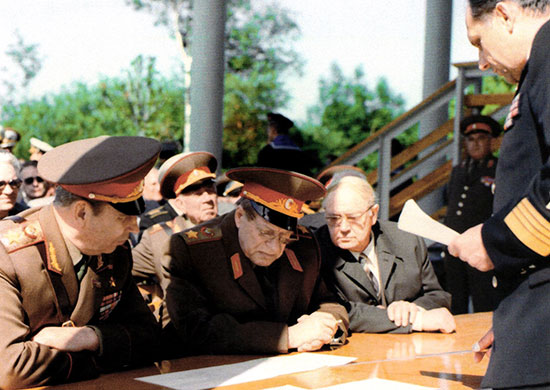
Ustinov, al centro della foto, durante le manovre del Patto di Varsavia del 1981.

In questa fase finale della sua vita Ustinov assunse posizioni sempre più conservatrici e, insieme al ministro degli esteri Gromyko, influì in modo decisivo sulla politica rigida estera sovietica; nella politica interna invece espresse apprezzamento per Stalin e la sua azione di governo, mentre propose di riabilitare Vjačeslav Michajlovič Molotov, Georgij Maksimilianovič Malenkov e Lazar' Moiseevič Kaganovič e di ridenominare Volgograd con lo storico nome di Stalingrado. Egli manifestò anche un suo giudizio estremamente critico su Chruščёv.
Nonostante le crescenti difficoltà dopo la fine della "distensione" e l'inizio della cosiddetta "seconda guerra fredda", Ustinov continuò fino all'ultimo a impegnarsi nel suo incarico al ministero della difesa; egli dormiva solo poche ore al giorno e impiegava gran parte del tempo in compiti di servizio, mostrando energia e determinazione. Anche la salute di Ustinov peraltro era ormai declinante; egli si ammalò dopo aver assistito all'aperto ad una esposizione di equipaggiamenti militari; il maresciallo morì il 20 dicembre 1984 per le complicazioni di una polmonite. Ustinov venne sepolto sulla piazza Rossa e successivamente cremato; l'urna con le ceneri fu collocata nelle mura del Cremlino.
La sua morte imprevista indebolì ulteriormente la dirigenza sovietica ed ebbe conseguenze anche per l'apparato militare-industriale sovietico che perse il suo più esperto e potente rappresentante; un capo energico e rispettato, determinato ad affrontare e ribattere colpo su colpo le minacce politico-militari degli Stati Uniti della presidenza Reagan. Anche se Michail Gorbačëv, che riteneva di avere il sostegno di Ustinov, credette in un primo tempo che la scomparsa del ministro avrebbe potuto pregiudicare la sua ascesa alla carica di segretario generale, è possibile che al contrario Ustinov si sarebbe opposto al nuovo dirigente supremo e ne avrebbe ostacolato i propositi riformatori.
In suo onore la città di Iževsk, capoluogo dell'Udmurtia, si chiamò Ustinov dal 1985 al 1987. Ustinov era sposato da molti anni con Taisa Alekseevna, dalla quale nel 1932 aveva avuto il figlio Ram.

## Dottrina strategica

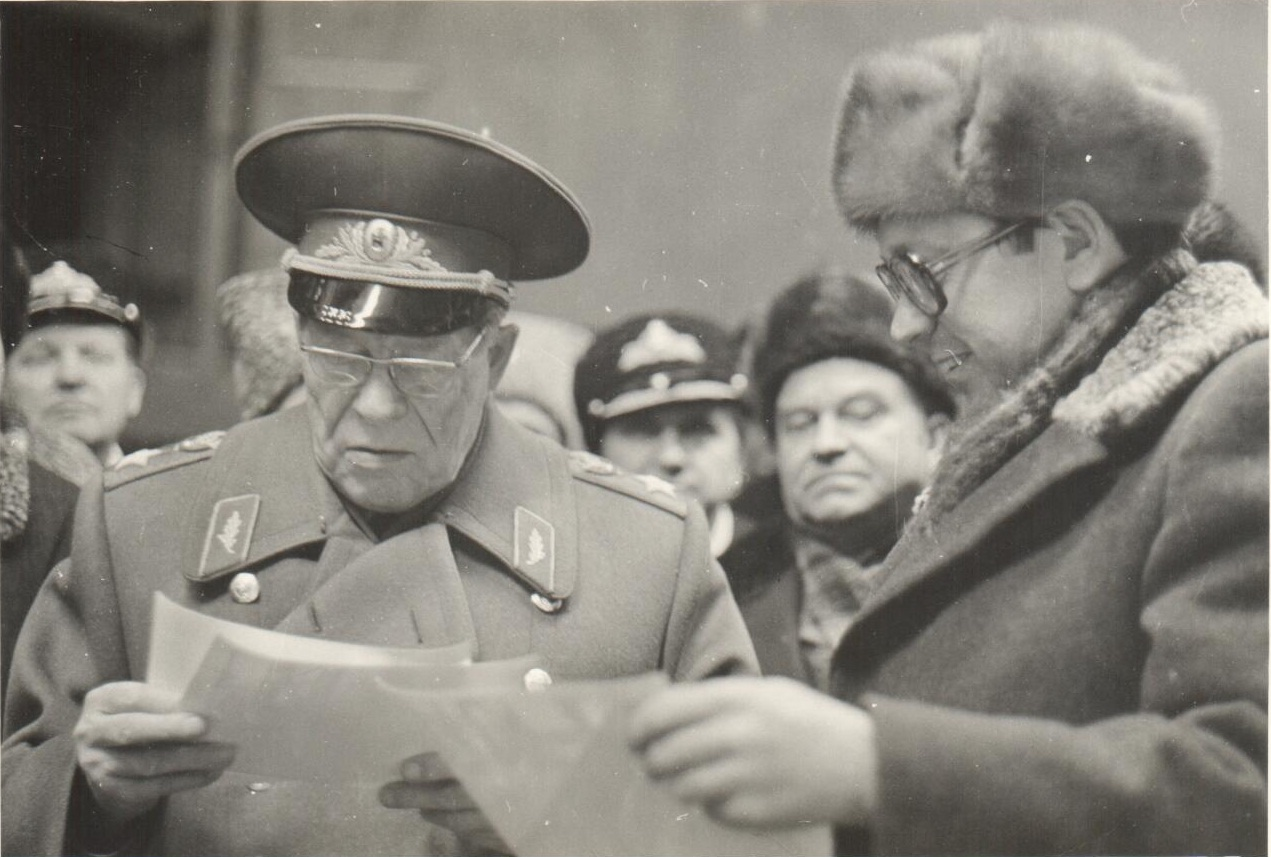
Ustinov consulta documenti ministeriali durante una riunione nel marzo 1983.

La nomina di Ustinov alla guida del Ministero della difesa dell'Unione Sovietica nel 1976 ebbe profonda influenza sull'apparato militare-industriale sovietico e anche sulla dottrina strategica pianificata e attivata dalla dirigenza delle Forze armate sovietiche. Il maresciallo promosse in primo luogo un grande rafforzamento delle forze corazzate dell'esercito nella previsione di dover eventualmente combattere un "conflitto ad alta intensità non nucleare" in Europa centrale e in Estremo oriente. Inoltre Ustinov evidenziò la necessità di sviluppare le armi nucleari tattiche o "di teatro" secondo la teoria operativa di "rafforzamento della direttrice strategica europea". Sulla base di questa direttiva di fondo, nel 1976 ebbe inizio la sostituzione già programmata dei vecchi missili a medio raggio R-12 (SS-4 Sandal) e R-14 (SS-5 Skean), con i moderni RSD-10 “Pioner” (SS-20 Saber). Nel 1983-1984 su iniziativa di Ustinov iniziò lo schieramento, oltre che in Unione Sovietica, anche in Cecoslovacchia e Repubblica Democratica Tedesca dei sistemi missilistici tattici OTR-21 Točka e OTR-23 Oka, che permittevano di colpire obiettivi sull'intero territorio della Repubblica Federale Tedesca. Lo spiegamento di queste nuove armi, allarmarono fortemente gli Stati Uniti e la NATO, i cui analisti strategici giunsero alla conclusione che l'Unione Sovietica sembrava prepararsi per un conflitto nucleare limitato in Europa.

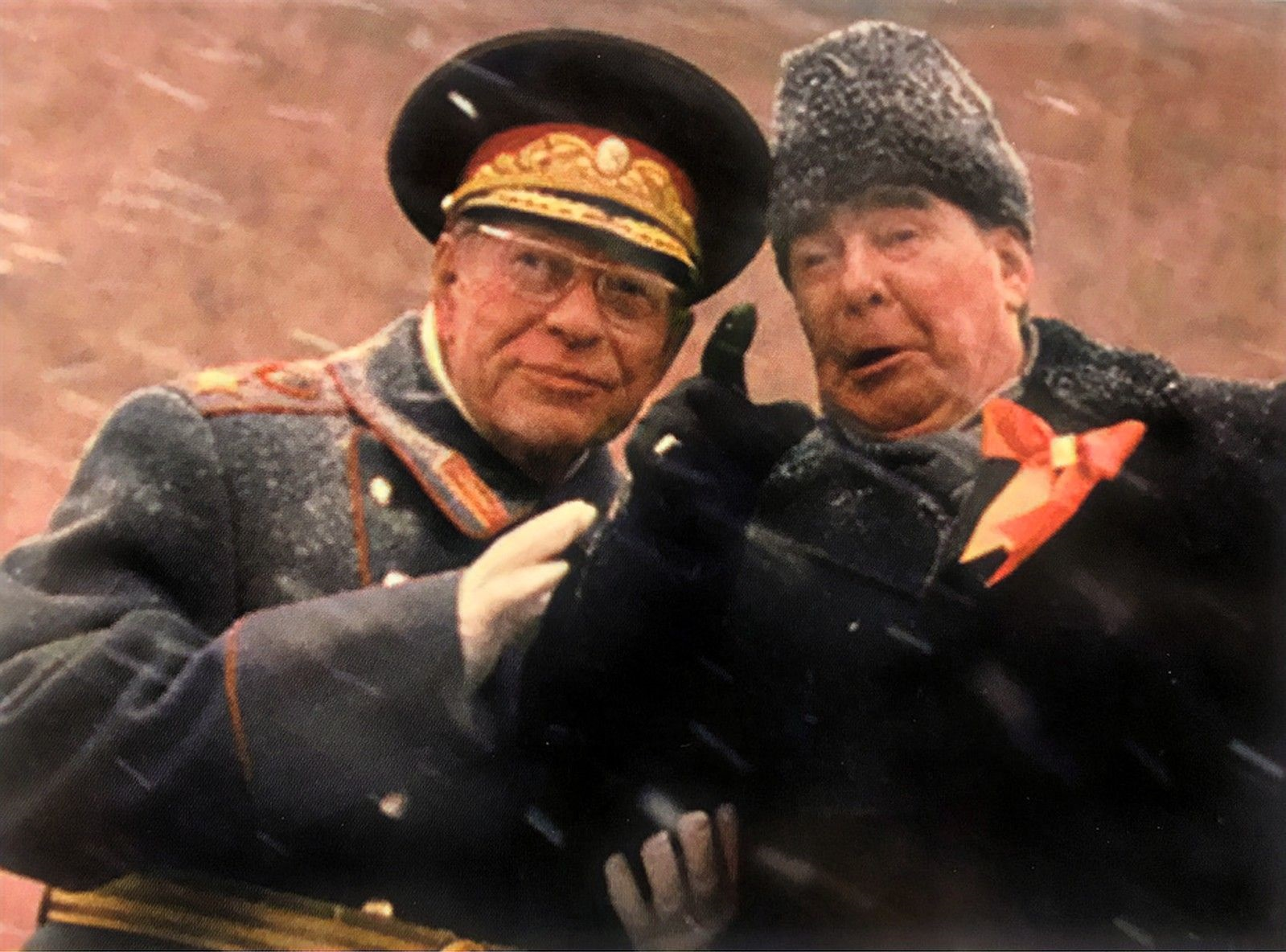
Dmitrij Fëdorovič Ustinov con Leonid Il'ič Brežnev durante la parata sulla piazza Rossa il 7 novembre 1979

La dottrina strategica di Ustinov prevedeva anche il dispiegamento di missili SS-20 nella penisola di Čukotka, da dove avrebbero potuto colpire ampie zone dell'Alaska e del Canada nord-occidentale. I piani prevedevano che ai primi segni di un attacco nucleare della NATO, le forze missilistiche strategiche sovietiche avrebbero lanciato un attacco nucleare preventivo che avrebbe preceduto l'inizio delle operazioni offensive nel teatro europeo delle operazioni. L'obiettivo dell'attacco preventivo era quello di frantumare le difese della NATO per una profondità di 50-100 chilometri, a cui sarebbe seguita l'offensiva di gruppi d'urto di cinque fronti sovietici contro il territorio della Germania Occidentale. Durante la prima fase delle operazioni, la 14ª Armata, schierata sul territorio della Repubblica Socialista Sovietica Moldava, avrebbe effettuato un attacco contro la Turchia per prendere il controllo degli stretti del Mar Nero e aprire il passaggio verso il Mar Mediterraneo delle navi della Flotta del Mar Nero, le cui forze anfibie avrebbero dovuto attaccare le coste italiane. La pianificazione del Ministero della difesa di Ustinov prevedeva che in 13-15 giorni, le forze sovietiche avrebbero occupato il territorio della Germania Occidentale, della Danimarca, dei Paesi Bassi e del Belgio, e sarebbero avanzate fino al confine con la Francia.
La seconda fase delle operazioni in Europa occidentale avrebbe visto l'intervento delle forze di due altri fronti sovietici. Un raggruppamento avrebbe effettuato l'offensiva principale in direzione della Normandia, mentre l'altro fronte si sarebbe spinto in profondità fino ai confini della Spagna. I piani di Ustinov prevedevano di completare l'intera operazione di sconfiggere le forze NATO e creare un'area di controllo sovietico sull'Europa continentale, entro 30-35 giorni. Lo stato maggiore generale sovietico aveva fiducia sul successo e sulla fattibilità di questi piani, ma permanevano grandi incertezze sulla possibilità di sfruttare economicamente, amministrare e controllare i territori occupati, la cui numerosa popolazione avrebbe verosimilmente mostrato ostilità verso i sovietici.

## Carriera militare
- 24 gennaio 1944: tenente generale del genio e del servizio di artiglieria
- 18 novembre 1944: colonnello generale del genio e del servizio di artiglieria
- 29 aprile 1976: generale d'armata
- 30 luglio 1976: maresciallo dell'Unione Sovietica

## Testi in italiano
- Risposte del Ministro della difesa dell'URSS Dmitrij Ustinov alle domande della TASS, «URSS oggi», a. XIII, n. 10, giugno 1984, pp. 20–25.